# Тимур Родрігес
Тиму́р Мікаї́лович Кері́мов (рос. Тимур Микаилович Керимов; азерб. Teymur Mikayıl oğlu Kərimov, трансліт. Теймур Мікаїл-оглу Керімов), більш відомий як Тиму́р Родрі́гес (нар. 14 жовтня 1979, Пенза) — шоумен, музикант, теле- та радіоведучий, учасник телепроєктів КВК, «Comedy Club» та «Южное Бутово», ведучий програм «Крокодил», «Sexy чарт», «Танці без правил», «Бешэнл джиографикс».
З 2010 року Тимур стає відомим як співак, виконавець пісень «Увлечение» (дует з Ані Лорак), «О тебе» і «Болен тобой». У квітні 2011 року вийшов його новий сингл «Скажи мне», а влітку цього року[коли?] — «Out in space».

## Біографія
Народився в Пензі в сім'ї азербайджанця Микаїла Керімова та єврейки Злати Єфимівни Левіної.
Закінчив пензенську школу № 67. Там Тимур відвідував водночас сім гуртків: ходив на легку атлетику, хор і навіть в'язання, зокрема для того, щоб опинитись у центрі скупчення дівчат.
Закінчив 2001 року Пензенський державний педагогічний університет ім. В. Г. Бєлінського, факультет іноземних мов, франко-англійське відділення за спеціальністю «Учитель французької й англійської мов».
Лауреат всеросійського конкурсу «Студентська весна» 2000 року[джерело?].
Тимур одружений і має сина.

### Телебачення
Колишній учасник команди КВК «Валеон Дассон» (Пенза) разом із Павлом Волею та Леонідом Школьником, працював ді-джеєм радіо «Хіт FM», був ведучим програм «Музичний каприз», «Хіт FM-парад».
Починав телевізійний шлях з участі в конкурсі «Стань VJ» телеканалу «MTV Росія», який успішно виграв.
Грав у серіалі «Золотая тёща».
2008 року брав участь у шоу «Льодовиковий період» у парі з Албеною Денковою. Того ж року брав участь у телепередачі «Інтуїція», де виграв 1 млн рублів.
2009 року почав запис сольного альбому в Санкт-Петербурзі, разом із DJ Цветкоff'им. 
Того ж року Тимур, разом із трубачем Вадимом Ейленкригом, створює джазовий проєкт під назвою «The Jazz Hooligunz».
Колумніст програми «Інфоманія» на «СТС».
З 2010 року веде передачу «Крокодил» разом із Ольгою Шелест на телеканалі «Муз-ТВ», а також шоу «Музичний ринг» разом із Михайлом Боярським на «НТВ».
2010 року взяв участь у дубляжі мультфільму «Воруши ластами».
2012 року взяв участь у шоу «Шоумастгоуон» на «Новому каналі».

### Ведучий
- «Натуральний обмін» (Муз-ТВ)
- «Чемпіонат СВІТУ» (Муз-ТВ)
- «Бешенл Джеоґрафік» (ТНТ)
- «Зірки проти Караоке» (ТНТ)
- «Танці без правил» (ТНТ)
- «Валіза історій» (Мир)
- «КомпроМаріо» (MUSICBOX)
- «Крокодил» (МУЗ)
- «Sexy Чарт» (МУЗ)
- «Музичний ринг» (НТВ)
- «TOP 10» (RUSSIAN MUSICBOX)

## Коментар
1. ↑  Транслітерація ісп. Rodriguez через «з» є помилкою.